# Martin's Additions
Martin's Additions és una població dels Estats Units a l'estat de Maryland. Segons el cens del 2000 tenia 875 habitants.

## Demografia
Segons el cens del 2000, Martin's Additions tenia 875 habitants, 309 habitatges, i 258 famílies. La densitat de població era de 2.598,8 habitants per km².
Dels 309 habitatges en un 46% hi vivien nens de menys de 18 anys, en un 73,5% hi vivien parelles casades, en un 7,4% dones solteres, i en un 16,2% no eren unitats familiars. En el 14,6% dels habitatges hi vivien persones soles el 8,1% de les quals corresponia a persones de 65 anys o més que vivien soles. El nombre mitjà de persones vivint en cada habitatge era de 2,83 i el nombre mitjà de persones que vivien en cada família era de 3,13.
Per edats la població es repartia de la següent manera: un 31,9% tenia menys de 18 anys, un 2,3% entre 18 i 24, un 20,8% entre 25 i 44, un 32% de 45 a 60 i un 13% 65 anys o més.
L'edat mediana era de 42 anys. Per cada 100 dones de 18 o més anys hi havia 88 homes.
La renda mediana per habitatge era de 135.443 $ i la renda mediana per família de 144.939 $. Els homes tenien una renda mediana de 100.000 $ mentre que les dones 91.112 $. La renda per capita de la població era de 59.502 $. Entorn de l'1,5% de les famílies i l'1,2% de la població estaven per davall del llindar de pobresa.

## Poblacions més properes
El següent diagrama mostra les poblacions més properes.